# Dipoena insulana
Dipoena insulana är en spindelart som beskrevs av Arthur M. Chickering 1943. Dipoena insulana ingår i släktet Dipoena, och familjen klotspindlar. Inga underarter finns listade i Catalogue of Life.